# Wofür?
Wofür? (russisch За что?, Sa tschto?) ist eine Erzählung von Lew Tolstoi, die Anfang 1906 entstand und im selben Jahr in Tolstois Lesezirkel erschien.
Die Geschichte vom Fluchtversuch des polnischen Ehepaares Albina und Jozef Migurski hat Tolstoi aus dem 1891 erschienenen Buch „Sibirien und die Katorga“ (russ. Сибирь и каторга) des russischen Ethnographen Sergei Maximow.

## Vorgeschichte
Zu Zeiten der Zweiten Teilung Polens: Pan Jaczewski hatte 1794 unter Kościuszko gegen Katharina II. gekämpft. Jaczewski hasste seinen König Poniatowski wegen dessen Beziehung zur russischen Zarin. Als Gefolgsmann Napoleons hatte Jaczewski 1812 ein Regiment kommandiert. Die Eröffnung des Sejms in Warschau am 27. November 1815 durch Alexander I. hatte Jaczewski begrüßt, war aber durch die Politik des Starrkopfes Konstantin enttäuscht worden und hatte sich 1825 auf sein Gut Rozanka zurückgezogen. Jaczewski, zum zweiten Mal verheiratet, hat zwei heiratsfähige Töchter aus erster Ehe – Albina und Wanda.

## Handlung
Albina ist fünfzehn Jahre alt, als der junge Jozef Migurski die Familie Jaczewski im Frühjahr 1830 aufsucht. Alle auf Rozanka nehmen an, der Besucher will Wanda freien. Es kommt aber nicht zu dem erwarteten Antrag. Jozef und Albina verlieben sich. Jozef reist ab, ohne sich zu erklären.
Während des Novemberaufstandes 1830 kämpft Jozef erfolgreich in den Reihen Dwernickis bei Stoczek gegen die Russen. Nikolai I. schlägt zurück: Diebitsch und Paskewitsch unterdrücken die aufständischen Polen. Das Gut des Offiziers Jozef Migurski wird konfisziert. Jozef wird zum einfachen Soldaten degradiert und in ein Uralsker Infanteriebataillon gesteckt.
1831 erkrankt der alte Jaczewski und geht mit der Familie 1832 nach Wilna. Jozef schreibt nach Wilna. 1833 reist Jaczewski mit den Seinen nach Baden. Wanda heiratet dort einen polnischen Emigranten. Jaczewski stirbt. Albina erbt ein beträchtliches Vermögen und kehrt mit der Stiefmutter nach Rozanka zurück. Im November 1833 geht Albina nach Uralsk und heiratet dort Jozef. Das Paar bekommt zwei Kinder. Nach fünf Ehejahren am Uralfluss erkranken die Kinder und sterben. Tolstoi stellt den Tod der Kinder so dar: Beide hätten überleben können, falls ein Arzt greifbar gewesen wäre.
Albina kommt nicht über den Tod ihrer Kinder hinweg und fragt: „Wofür?“
Der polnische Mathematiklehrer Rossołowski wird in Jozefs Bataillon strafversetzt. Zuvor war Rossołowski wegen der Beteiligung an der Verschwörung Sierocińskis gezüchtigt worden. Gemeinsam mit dem erfahrenen Fluchthelfer Rossołowski schmiedet Albina einen Fluchtplan für Jozef und sich. Der Weg führt in einer Kutsche von Uralsk nach Saratow. Von Saratow aus ist eine Kahnfahrt ans Kaspische Meer geplant. Reiseziel ist Persien. Es kommt anders. Der 34-jährige Kutscher, der Kosak Danilo Lifanow aus dem Obschtschi Syrt, zeigt die beiden Flüchtlinge bei der russischen Polizei an. Jozef wird zu tausend Spießrutenschlägen verurteilt. Die meisten Delinquenten überleben solchen Strafvollzug nicht. Jozef hat Glück. Seine Angehörigen erreichen im Verein mit Wanda Strafmilderung – lebenslange Ansiedlung in Sibirien. Albina folgt dem Gatten ostwärts.

## Selbstzeugnis
Dieckmann schreibt in seinem Nachwort: „Tolstoi selber empfand diese Erzählung als etwas, womit er seine Schuld abtrug. In seiner Kindheit, so vertraute er seinem Sekretär N. N. Gussew an, habe man ihn im üblichen Haß gegen die Polen erzogen, deshalb wolle er mit doppelter Anerkennung zurückzahlen.“

## Verfilmung
- 1996: Polen, Russland[9]: Za co? (deutsch: Wofür?). Spielfilm von Jerzy Kawalerowicz mit  Magdalena Wójcik[10], Artur Żmijewski und Emilia Krakowska.[11]

## Deutschsprachige Ausgaben
- Wofür? Deutsch von Arthur Luther. S. 217–247 in: Gisela Drohla (Hrsg.): Leo N. Tolstoj. Sämtliche Erzählungen. Achter Band. Insel, Frankfurt am Main 1961 (2. Aufl. der Ausgabe in acht Bänden 1982)
- Wofür? Aus dem Russischen übersetzt von Hermann Asemissen. S. 268–298 in: Eberhard Dieckmann (Hrsg.): Lew Tolstoi. Hadschi Murat. Späte Erzählungen (enthält: Hadschi Murat. Nach dem Ball. Der gefälschte Kupon. Aljoscha der Topf. Wofür? Das Göttliche und das Menschliche. Was ich im Traume sah. Vater Wassili. Macht des Kindes. Der Mönchspriester Iliodor.  Wer sind die Mörder? Gespräch mit einem Fremden. Der Fremde und der Bauer. Lieder im Dorf. Drei Tage auf dem Lande. Kinderweisheit. Dankbarer Boden. Chodynka. Ungewollt. Nachgelassene Aufzeichnungen des Mönches Fjodor Kusmitsch. Allen das Gleiche.  Es gibt keine Schuldigen in der Welt). 623 Seiten, Bd. 13 von Eberhard Dieckmann (Hrsg.), Gerhard Dudek (Hrsg.): Lew Tolstoi. Gesammelte Werke in zwanzig Bänden. Rütten und Loening, Berlin 1986 (Verwendete Ausgabe)
- Die Erzählungen. Bd. 2. Späte Erzählungen. 1886–1910 (enthält:  Der Leinwandmesser. Der Tod des Iwan Iljitsch. Die Kreutzersonate. Der Teufel. Herr und Knecht. Vater Sergej. Nach dem Ball. Hadschi-Murad. Der gefälschte Kupon. Aljoscha der Topf. Kornej Wasiljew. Die Erdbeeren. Wofür? Das Göttliche und das Menschliche. Was ich im Traume sah. Auf dem Chodynkafeld). Artemis und Winkler, Düsseldorf 2001. 813 Seiten, ISBN 978-3-538-06906-0